# Hieronymus i studerkammaren
Hieronymus i studerkammaren är ett kopparstick av den tyske renässanskonstnären Albrecht Dürer från 1514. 
Dürer fick en genomgripande betydelse för den grafiska utvecklingen. Hans verk omfattar cirka 340 träsnitt och 65 kopparstick. En höjdpunkt är de tre så kallade mästarsticken Riddaren, döden och djävulen, Hieronymus i studerkammaren och Melankolin. Även om de inte utgör en trilogi i strikt mening, är verken nära relaterade och kompletterar varandra. De motsvarar de tre typerna av dygd i medeltida skolastik – teologisk, intellektuell och moralisk.
Den helige Hieronymus levde cirka 347–420 och var kyrkofader och bibelöversättare som sedermera helgonförklarades. Gravyren visar honom upplyst av solljus som strömmar in genom fönsterrutorna. Framför Hieronymus vilar hans hund och lejon. Hieronymus avbildas ofta med sitt lejon som enligt legenden följde honom troget efter att han tagit bort en törntagg från lejonets tass. En dödskalle på fönsterbrädan och ett timglas ovanför helgonet påminnelser om livets förgänglighet. 
Dürer målade även Den helige Hieronymus i ödemarken.